# Dronningestolen
 Der er flere lokaliteter med dette navn, se Dronningestolen (flertydig).
Dronningestolen er det højeste punkt på Møns klint. Det er 128 meter over havet. Dronningestolen består af kalk og kridt.